# Seton I. Miller
Seton Ingersoll Miller (* 3. Mai 1902 in Chehalis, Washington; † 29. März 1974 in Los Angeles, Kalifornien) war ein Hollywood-Drehbuchautor und Produzent. Während seiner Karriere arbeitete der mit dem Oscar ausgezeichnete Miller mit vielen namhaften amerikanischen Regisseuren wie Howard Hawks und Michael Curtiz.

## Leben und Karriere
Der Yale-Absolvent Miller begann in den späten 1920er Jahren mit dem Schreiben von Stummfilmgeschichten, nachdem er zunächst als Schauspieler im Filmgeschäft versucht hatte. In den 30er-Jahren tendierte er zum Kriminalfilm, die Zusammenarbeit mit Hawks und anderen führte zu einem wegweisenden Film, Scarface (1932). Zur Zeit der Anwendung des Hays Code im Jahr 1934, berief die Filmgesellschaft Warner Brothers Miller, um die Dialoge und Handlungen der Verbrecherfiguren an den neuen Kodex anzupassen. Dank seiner Drehbücher für Der FBI-Agent (1935) und Wem gehört die Stadt? (1936) gelang es den als Darsteller von Gangstern bekannten Schauspielern James Cagney und Edward G. Robinson erfolgreich auch die Vertreter des Gesetzes zu verkörpern. Öfters adaptierte er bekannte Stücke oder Romane, wie Graham Greenes Ministerium der Angst für Fritz Langs gleichnamigen Film von 1944. Er schrieb auch die Drehbücher für die klassischen Errol-Flynn-Abenteuerfilme Robin Hood – König der Vagabunden (1938) und Der Herr der sieben Meere (1940).
Für seine Drehbuch zu der Filmkomödie Urlaub vom Himmel (1941) wurde Miller mit einem Oscar ausgezeichnet. Zeitweise arbeitete er auch als Filmproduzent für Paramount Pictures, allerdings waren hier seine Ergebnisse eher schwächer. Ab Mitte der 1940er-Jahre nahm sein Erfolg spürbar ab, doch er arbeitete bis 1959 regelmäßig in Hollywood. Erst in seinem Todesjahr 1974 kehrte er mit einem Drehbuch für den Horrorfilm A Knife for the Ladies zurück. Bekannt ist Miller heute auch dafür, dass er in den 1950ern gemeinsam mit S. S. Field eine unveröffentlichte Kurzgeschichte über den Drachen Elliott schrieb. Sie verkauften die Kurzgeschichte an die Walt Disney Company, welche später die Grundlage für die Disney-Filme Elliot, das Schmunzelmonster (1977) und Elliot, der Drache (2016) bildete.
Seton I. Miller war zweimal verheiratet und hatte ein Kind. Er starb 1974 im Alter von 71 Jahren an einem Lungenemphysem.

## Filmografie (Auswahl)
- 1927: Bezahlte Liebe (Paid to Love)
- 1927: High School Hero
- 1927: Wolf Fangs
- 1928: Blaue Jungs – blonde Mädchen (A Girl in Every Port)
- 1928: Hinter Haremsmauern (Fazil)
- 1930: Start in die Dämmerung (The Dawn Patrol)
- 1930: Das Strafgesetzbuch (The Criminal Code)
- 1932: Hot Saturday
- 1932: The Last Mile
- 1932. Der Schrei der Menge (The Crowd Roars)
- 1932: Scarface (im Vorspann unerwähnt)
- 1933: Panik im Zoo (Murders in the Zoo)
- 1934: Ein schwerer Junge (The St. Louis Kid)
- 1934: Charlie Chan’s Courage
- 1935: Der FBI-Agent (‘G’ Men)
- 1935: Frisco Kid
- 1936: Wem gehört die Stadt? (Bullets or Ballots)
- 1937: Kid Galahad – Mit harten Fäusten (Kid Galahad)
- 1937: Mord im Nachtclub (Marked Woman)
- 1937: San Quentin
- 1938: Im Tal der Giganten (Valley of the Giants)
- 1938: Robin Hood – König der Vagabunden (The Adventures of Robin Hood)
- 1938: The Dawn Patrol
- 1940: Der Herr der sieben Meere (The Sea Hawk)
- 1941: Urlaub vom Himmel (Here Comes Mr. Jordan)
- 1941: This Woman Is Mine
- 1942: Der Seeräuber (The Black Swan)
- 1942: Die Königin vom Broadway (My Gal Sal)
- 1944: Ministerium der Angst (Ministry of Fear)
- 1946: In Ketten um Kap Horn (Two Years Before the Mast)
- 1947: Kalkutta (Calcutta) (auch Produktion)
- 1947: Singapur (Singapore)
- 1947: California
- 1950: Verurteilt (Convicted)
- 1950: The Man Who Cheated Himself
- 1953: Die Welt gehört ihm (The Mississippi Gambler)
- 1954: Hotel Schanghai (The Shanghai Story)
- 1954: Gewehre für Bengali (Bengal Brigade)
- 1959: Eine Meile Angst (The Last Mile)
- 1974: A Knife for the Ladies

## Auszeichnungen
Seton I. Miller erhielt gemeinsam mit Fred Niblo Jr. eine Oscar-Nominierung für ihre Verfilmung von Martin Flavins Theaterstück Das Strafgesetzbuch im Jahr 1930. Einige Jahre später gewann er den Preis schließlich mit Sidney Buchman für ihr Drehbuch von Urlaub vom Himmel im Jahre 1941.